# Grimoire
Grimoire (franska) avser en instruktionsbok i trolldom. Boken ska innehålla trollformler, recept på magiska drycker och beskrivningar av magiska ritualer för att betraktas som en grimoire, och helst inte innehålla mycket text utöver detta.